# Haverhill, Massachusetts

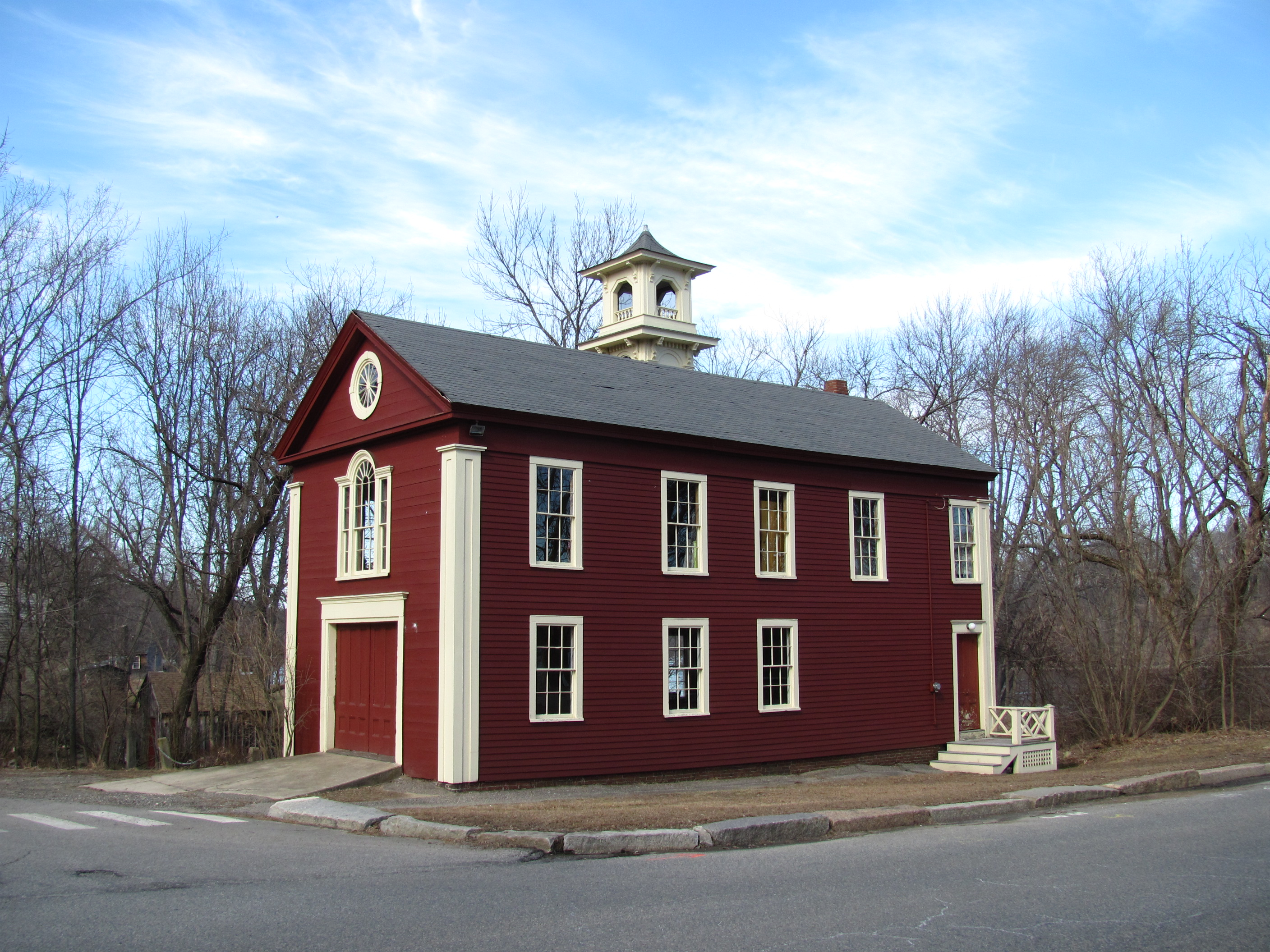

Haverhill, Massachusetts là một thành phố thuộc quận Essex trong tiểu bang thịnh vượng chung Massachusetts, Hoa Kỳ. Thành phố có tổng diện tích 92,3 km², trong đó diện tích đất là 85,4 km². Theo điều tra dân số Hoa Kỳ năm 2010, thành phố có dân số 60879 người.